# Чод
Чод (тиб. གཅོད, Вайли: gcod) — одна из школ и практик тибетского буддизма.
Основателем традиции чод считается тибетская йогиня Мачиг Лабдрон (1055—1149), соединившая элементы бонских шаманских традиций с учениями праджняпарамита-сутры и традициями дзогчена.
Слово «чод» переводится с тибетского как «отсечение», что означает устранение всех чувств, ощущений и привязанностей на пути к Пробуждению. Эту практику обычно проводят в уединённых и пустынных местах, вроде пещер и горных вершин, но в особенности на кладбищах и в местах сожжения трупов, чаще всего ночью. Находясь один в темноте, практикующий чод дует в ганлин, специальную флейту из бедренной кости, и вызывает духов трёх миров, предлагая в качестве подношения демонам собственное тело. Выдержавший такое испытание отсекает привязанности и страхи, обретая Пробуждение.
Центральное место в практике Чод занимает женское тантрическое божество, дакини Ваджрайогини, которая является объектом визуализации во время медитации.
Практикующие чод чаще всего являли собою нищенствующих йогинов, путешествующих от места к месту или предающихся уединённым практикам. Когда в Тибете возникали эпидемии, именно адепты чод сопровождали перевоз трупов на кладбище, так как считалось, что они не могут заразиться. На кладбище они расчленяли трупы. В арсенале школы имеется ряд ритуалов, направленных против инфекционных болезней.